# Стон Крик (Охајо)
Стон Крик (енгл. Stone Creek) град је у америчкој савезној држави Охајо.

## Демографија
По попису из 2010. године број становника је 177, што је 7 (-3,8%) становника мање него 2000. године.
| Група             | 2000.        | 2010.       |
| Белци             | 184 (100,0%) | 173 (97,7%) |
| Афроамериканци    | 0 (0,0%)     | 1 (0,6%)    |
| Азијати           | 0 (0,0%)     | 0 (0,0%)    |
| Хиспаноамериканци | 0 (0,0%)     | 1 (0,6%)    |
| Укупно            | 184          | 177         |